# George Cornelius O'Kelly
George Cornelius O'Kelly, detto Con (Dunmanway, 29 ottobre 1886 – Kingston upon Hull, 3 novembre 1947), è stato un lottatore irlandese naturalizzato britannico, specializzato nella lotta libera.

## Palmarès

### Olimpiadi
- Oro a Londra 1908 nei pesi massimi.